# Bahnhof Geestenseth
Der Bahnhof Geestenseth ist ein Bahnhof im niedersächsischen Schiffdorf-Geestenseth im Landkreis Cuxhaven an der Bahnstrecke Bremerhaven-Wulsdorf–Buchholz.
Das Empfangsgebäude steht unter Denkmalschutz (siehe auch Liste der Baudenkmale in Schiffdorf).

## Geschichte
Zusammen mit der Bahnstrecke Bremerhaven–Buchholz wurde der Bahnhof 1899 eröffnet.
1992 wurde die Bahnstrecke von den Eisenbahnen und Verkehrsbetrieben Elbe-Weser übernommen. Seit 1993 verkehren die Personenzüge zwischen Bremerhaven und Buxtehude.

## Gebäude
Das eingeschossige traufständige holzverkleidete Empfangsgebäude von 1899 in Fachwerk mit flachem Satteldach und höherem risalitähnlichen Mittelteil mit Drempel wurde für die am 1. Januar 1899 eröffnete Bahnstrecke Bremervörde–Geestemünde (heute Bahnstrecke Bremerhaven-Wulsdorf–Buchholz) gebaut. Östlich steht ein Schuppenanbau in Fachwerk mit Steinausfachungen.
Das Landesdenkmalamt befand u. a.: „ […] ein um 1900 mehrfach in den Kreisgebieten Cuxhaven und Stade vertretender Kleinbahnhoftyp […] .“
Die Anschrift ist Schienenweg 1.

## Verkehr
| Linie                    | Linienverlauf | Takt (min) | EVU |
| ------------------------ | --- | ---------- | --- |
| RB 33                    | (Cuxhaven – Nordholz – Dorum – Wremen – Bremerhaven-Lehe –) Bremerhaven Hbf – Bremerhaven-Wulsdorf – Sellstedt – Wehdel – Geestenseth – Frelsdorf – Heinschenwalde – Oerel – Bremervörde – Hesedorf – Kutenholz – Brest-Apse – Bargstedt – Harsefeld – Ruschwedel – Apensen – Buxtehude | 60         | EVB |
| Stand: 10. Dezember 2023 | |            |     |